# Karl Leutgöb
Karl Leutgöb (* 16. September 1940 in Waidhofen an der Ybbs) ist ein ehemaliger österreichischer Politiker (FPÖ) und technischer Angestellter in Ruhe. Leutgöb war 1998 kurzfristig Abgeordneter zum Österreichischen Nationalrat.
Karl Leutgöb besuchte von 1946 bis 1950 die Volksschule und danach bis 1954 die Hauptschule. Zwischen 1954 und 1958 erlernte er den Beruf des Maschinenschlossers und absolvierte von 1960 bis 1962 die Werkmeisterschule für Maschinenbau. Leutgöb arbeitete von 1958 bis 1970 als Schlosser und danach von 1971 bis 1981 als technischer Angestellter im Bereich Ein- und Verkauf. Ab 1982 war er technischer Angestellter im Bereich Arbeitstechnik und Qualitätsprüfung tätig. 
Leutgöb war ab 1992 Mitglied des Gemeinderates der Stadt Waidhofen an der Ybbs und ab 1991 Bezirksparteiobmann der FPÖ Waidhofen an der Ybbs. Er war während der XX. Gesetzgebungsperiode für wenige Tage vom 15. Mai 1998 bis zum 20. Mai 1998 Abgeordneter zum Nationalrat. Nach internen Meinungsverschiedenheiten trat Leutgöb vor der Gemeinderatswahl in Waidhofen an der Ybbs 2002 aus der FPÖ und dem Gemeinderat aus und kam damit einem Ausschluss durch die Landes-FPÖ zuvor. Bis 2002 war Leutgöb auch Fraktionssprecher der FPÖ Waidhofen gewesen. 